# رومانوفکا (شهرستان ملئوزوفسکی، باشقیرستان)
رومانوفکا (انگلیسی: Romanovka, Meleuzovsky District, Republic of Bashkortostan) یک شهرک در شهرستان ملئوزوفسکی استان باشقیرستان کشور روسیه است.